# Прерія

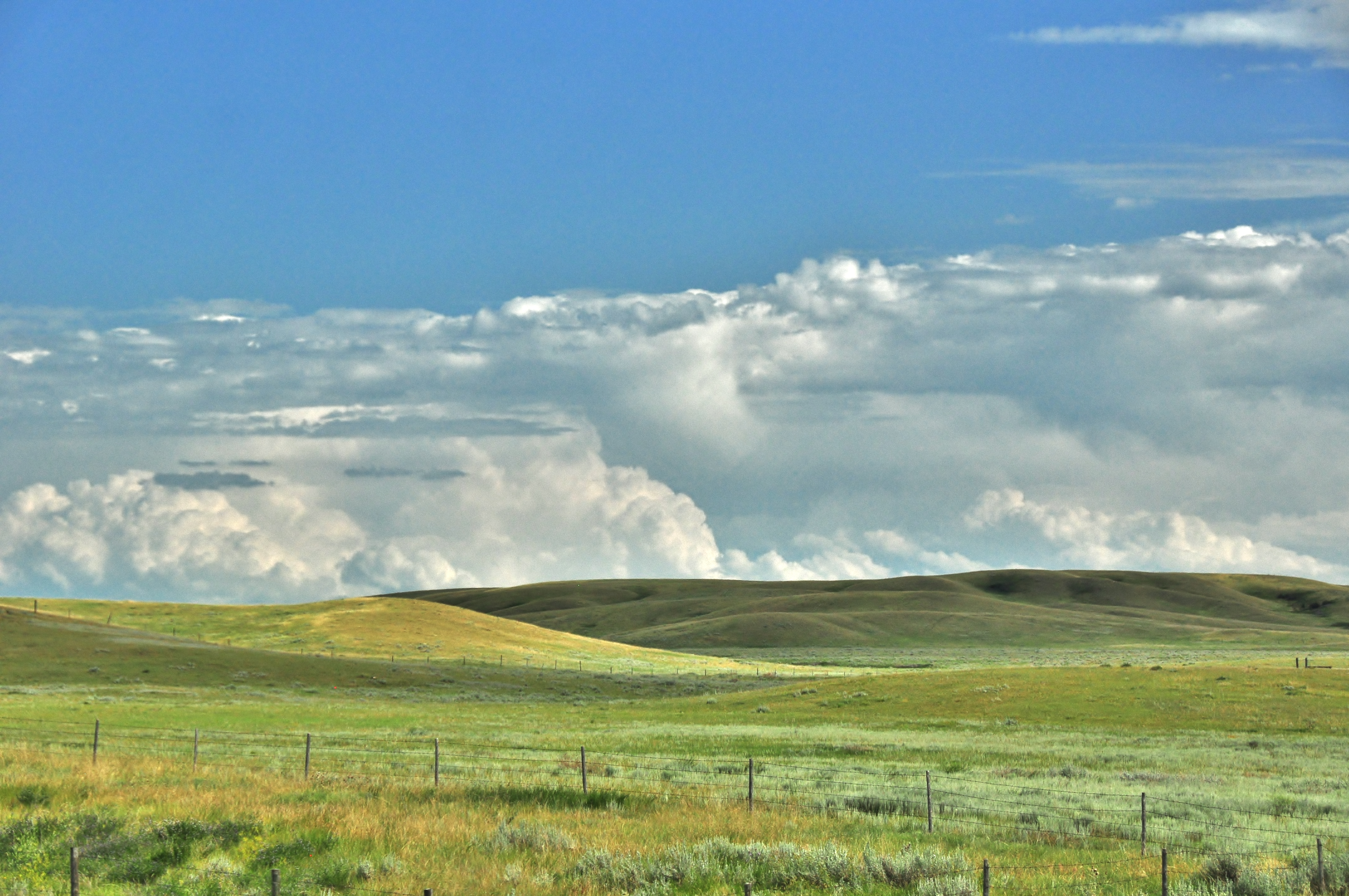
Прерія в Альберті, Канада у дощовому 2010 році

Approximate regional types of prairie in the United States
Низькотравні прерії
Змішані прерії
Високотравні прерії

Прерія (фр. Prairie) — північноамериканська форма лісостепу, вегетаційна зона на Середньому Заході США і Канади. Охоплює східний край Великих рівнин. Переважання трав'яної рослинності, обмежене поширення дерев та кущів обумовлені внутрішньоконтинентальним розташуванням і Скелястими горами, що захищають прерії із заходу від вологих океанічних мас повітря та опадів — так званим дощовим затіненням. Через це у преріях переважають посушливі кліматичні умови. Розрізняють низькотравні, високотравні і змішані прерії. Низькотравні виступають у західній частині зони, де опадів найменше.

## Інтернет-ресурси
- The Prairie Enthusiasts — grassland protection and restoration in the upper Midwest
- Prairie Plains Resource Institute
- The Native Prairies Association of Texas
- Importance of fire within the prairie
- Missouri Prairie Foundation
- America's Grasslands Documentary produced by Prairie Public Television

| Земля | Це незавершена стаття з географії. Ви можете допомогти проєкту, виправивши або дописавши її. |